# Ільгільдінов Дмитро Фарідович
Дмитро́ Фарі́дович Ільгільді́нов (нар. 22 червня 1989 — пом. 28 серпня 2014) — солдат Збройних сил України, учасник російсько-української війни.

## Короткий життєпис
Народився 1989 року в місті Анадир (Магаданська область, РРФСР). Проживав у селі Широке Солонянського району.
У часі війни — солдат, стрілець-помічник гранатометника 42-го батальйону територіальної оборони ЗС України Кіровоградської області «Рух Опору».
28 серпня військовики рухалися на вантажівці «Урал» та потрапили в засідку терористів між Новокатеринівкою та Ленінським; у бою загинули сержант 42-го БТРО Юрій Кириєнко, солдати Дмитро Ільгільдінов, Анатолій Лифар, Ілля Письмений, дещо віддаленіше — Євген Мельничук, Володимир Татомир, Максим Харченко.
Перебував у списках полонених. Упізнаний серед загиблих, тіла яких вивезли з поля бою волонтери гуманітарної місії 12 вересня 2014-го.
Похований у селі Широке.
Без сина лишилась мама Олена Вікторівна Рейнат.

## Нагороди та вшанування
За особисту мужність і героїзм, виявлені у захисті державного суверенітету та територіальної цілісності України, вірність військовій присязі під час російсько-української війни, відзначений — нагороджений:
- 17 липня 2015 року — орденом «За мужність» III ступеня (посмертно).[2]
- Іловайський Хрест (посмертно)
- Його портрет розміщений на меморіалі «Стіна пам'яті полеглих за Україну» в Києві: секція 3, ряд 4, місце 15
- Вшановується 29 серпня на щоденному ранковому церемоніалі вшанування українських захисників, які загинули цього дня в різні роки внаслідок російської збройної агресії[3]
- у Солоному становлено пам'ятну дошку загиблим землякам — серед них і Дмитро Ільгільдінов